# スマイルプロモーション
株式会社スマイルプロモーション（英文社名：Smile Promotion Co.LTD）は、東京都千代田区に本社を置く日本の芸能プロダクション、モデルエージェンシー。

## 概要
キッズタレントやモデルの育成及びマネジメントを行っている。所属タレントのうち数名は、同社プロデュースの女性アイドルグループ「スマイル学園」に参加している。本社（神保町オフィス）以外にも、渋谷オフィス、青山オフィス・サロン、麻布オフィス・スタジオ、福岡オフィスを所有している。

## 所属タレント
※2016年7月現在

### タレント
- 阿部祐二
- 上原理彩
- 大野由利子
- 鏡山沙椰
- 小林麗菜
- 金剛地武志
- 土屋櫻子
- 永野風歌
- 生田目愛莉
- 吉村めい（フラガール53期生）
- スマイル学園
  - 会田りか
  - 内田美衣
  - 北村真珠
  - 永島穂乃果
  - 羽矢有佐
  - 水野あおい

### モデル
- 西村ひとみ

## かつて所属していたタレント
- 元スマイル学園
  - 飯田ゆか
  - 小田美夢
  - 川越由奈
  - 北澤鞠佳 - オスカープロモーションに移籍。赤マルダッシュ☆のメンバー。
  - 田谷菜々子 - ライジングプロダクションに移籍。原宿駅前パーティーズメンバー。
  - 山田あみ - RIZEプロダクションに移籍しアーミー系アイドルユニット「loop」での活動に移行
  - 柏木佑井 - のち、今泉佑唯名義で「欅坂46」に加入（1期生。2018年11月卒業し、ソロのタレントにて活動[1]）
- 椚ありさ
- 滝井あやの
- 滝沢詩織
- 芳賀静枝
- 芳賀奈津紀
- 平沼ファナ
- 藤田絢子
- 今井花凜
- 保田みすず
- 岡崎いちご - BLUE ROSEに移籍。後にアイドルカレッジのメンバー。現在「岡崎苺」名義。